# Ladislav Molnár
Ladislav Molnár (Sládkovičovo, 12 settembre 1960) è un allenatore di calcio ed ex calciatore slovacco, in passato cecoslovacco, di ruolo portiere.

## Palmarès

### Giocatore

#### Competizioni nazionali
- Coppa di Cecoslovacchia: 1

Inter Bratislava: 1989-1990
- Campionato slovacco: 4

Slovan Bratislava: 1994-1995, 1995-1996
Kosice: 1996-1997, 1997-1998
- Supercoppa di Slovacchia: 3

Slovan Bratislava: 1994, 1995
Kosice: 1997

#### Competizioni internazionali
- Coppa Piano Karl Rappan: 1

Slovan Bratislava: 1994

### Allenatore

#### Competizioni nazionali
- Coppa di Slovacchia: 1

Senec: 2001-2002
- Supercoppa d'Ungheria: 1

Ujpest: 2002
- Supercoppa di Slovacchia: 1

Petržalka: 2005